# Agostino Vespucci
Pour les articles homonymes, voir Vespucci.
Agostino Vespucci (Augustinus Mathei Vespuccii) est un chancelier, un greffier florentin, cousin d'Amerigo Vespucci, qui fut assistant, entre autres, de Machiavel.

## Biographie
Agostino Vespucci est surtout connu pour avoir identifié le personnage du tableau de Leonardo da Vinci Mona Lisa comme étant Lisa del Giocondo.
Il est aussi auteur de lettres et manuscrits.

## Mona Lisa
L'identité de la jeune femme à Mona Lisa de Léonard de Vinci avait été difficile à cerner en l'absence de sources contemporaines pertinentes. Cette situation a changé après la découverte d'un commentaire rédigé par Vespucci en marge d'une édition de 1477 de Epistulae ad familiares de Cicéron, actuellement détenu par la bibliothèque universitaire de Heidelberg. La découverte a été faite par le Dr Armin Schlechter en 2005 alors qu'il était en train de manipuler le livre pour une exposition d'incunables de la bibliothèque.
Le texte Latin non abrégé de la note est le suivant : 
« Apelles pictor. Ita Leonardus Vincius facit in omnibus suis picturis, ut enim caput Lise del Giocondo et Anne matris virginis. Videbimus, quid faciet de aula magni consilii, de qua re convenit iam cum vexillifero. 1503 octobris. ».
Français : « Apelle peintre. C'est la façon dont Leonardo da Vinci fait avec tous ses tableaux, par exemple avec le visage de Lisa del Giocondo et celui de la Sainte Anne, la mère de la Vierge. Nous allons voir comment il va le faire au sujet de la grande salle du Conseil, ce qu'il est juste venu à termes avec le gonfalonier. Octobre 1503 ».
Dans le commentaire Agostino Vespucci note une similitude de style entre Leonardo et le célèbre peintre grec antique Apelle. Les deux artistes peindraient d'abord en détail la tête et les épaules des sujets avant de continuer avec le reste de la peinture.
À titre d'exemple Vespucci répertorie le travail de Léonard de Vinci sur le portrait de Lisa del Giocondo avec les dates de son commentaire « Octobre 1503. » 
L'indication du nom et de la date a permis la validation par le peintre et historien d'art Giorgio Vasari (Le Vite, 1550)  qui affirme que durant cette période, Leonardo a pris une commande de Francesco del Giocondo pour peindre son épouse, « Mona Lisa ». Mona n'est pas un nom, mais comme une abréviation de madonna, l'expression littéraire italienne pour Dame.

## Sources
- (en) Cet article est partiellement ou en totalité issu de l’article de Wikipédia en anglais intitulé « Agostino Vespucci » (voir la liste des auteurs).